# Heraclião (unidade regional)
Heraclião (em grego: Ηράκλειον; romaniz.: Heraklion) é uma unidade regional da Grécia, localizada na ilha e região de Creta. Sua capital é a cidade de Heraclião.